# Otto Gustaf Wahlberg
Otto Gustaf Wahlberg, född den 2 juli 1833 i Vireda socken, Jönköpings län, död den 28 februari 1907 i Vimmerby, var en svensk jurist. Han var far till Erik Wahlberg.
Wahlberg blev 1852 student vid Uppsala universitet, där han avlade kameralexamen 1854 och kansliexamen 1855. Han blev student vid Lunds universitet 1857 och avlade examen till rättegångsverken där 1859. Wahlberg blev vice häradshövding 1862 och borgmästare i Vimmerby 1870. Han blev riddare av Vasaorden 1896.